# エルビウム
エルビウム (英: erbium [ˈɜrbiəm]) は原子番号68の元素。元素記号は Er。希土類元素の一つ（ランタノイドにも属す）。灰色の金属で、常温、常圧で安定な結晶構造は六方最密充填構造 (HCP)。比重は9.05、融点は1497 ℃ (1529 ℃という実験値もあり)、沸点は2863 ℃ (2900 °Cという実験値もあり)。空気中で表面が酸化され、高温で燃えて Er2O3 となる。水にゆっくりと溶ける。酸に易溶。ハロゲンと反応する。常温で常磁性を示す。安定な原子価は3価。

## 名称
イットリア鉱石の産地のイッテルビー (Ytterby) が語源。イッテルビーからはエルビウムの他、イットリウム、イッテルビウム、テルビウム、と合計四つの新元素が発見されている。これらの元素はいずれも、イッテルビーから名称の一部をとって命名された。

## 用途

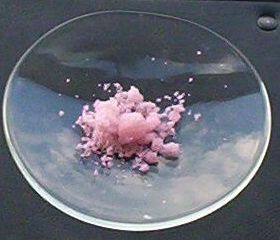
エルビウム(III)塩化物、紫外線を受けるとピンク色の蛍光を発する。

酸化エルビウム(III) Er2O3 がガラスの着色剤に使われる（きれいなピンク色になる）。光ファイバーに添加（ドープ）されたり（光信号増幅のため）、YAGレーザーにも添加して利用される（Er:YAGレーザー：医療分野で利用される）。

## 歴史
モサンデール (C.G.Mosander) が1843年に分離に成功。単体分離は1879年。